# Khéty IV
Khéty IV est un roi de la IXe dynastie égyptienne, noté en position 4.24 sur le papyrus de Turin.
Il serait selon certains spécialistes un roi de la Xe dynastie.